# Аднан Ковачевић
Аднан Ковачевић (Котор Варош, 9. септембар 1993) босанскохерцеговачки је фудбалер. Игра на позицији одбрамбеног играча, тренутно наступа за Ференцварош у Првој лиги Мађарске.
Ковачевић је започео професионалну каријеру у Травнику, а од 2013. играо је за Сарајево. Четири године касније прешао је у Корону Кјелце.
Наступао је за младу репрезентацију Босне и Херцеговине, а 2019. године је дебитовао за сениорски тим.

## Клупска каријера

### Почетак
Ковачевић је прошао све млађе категорије у фудбалском клубу Травник. Као сениор је дебитовао 19. маја 2011. године против Борца из Бања Луке, имао је тада 17 година. Дана 28. маја постигао је свој први професионални гол против Олимпика из Сарајева.
У јулу 2013. године Ковачевић је потписао двогодишњи уговор са фудбалским клубом Сарајевом.
Дана 13. јула 2016, претрпео је тешку повреду колена, за коју се испоставило да је повреда предњих укрштених лигамената због чега је пропустио јесењи део првенства.

### Корона Кјелце
Дана 12. јула 2017. Ковачевић је прешао у пољски клуб Корона Кјелце и потписао уговор на три године. Пет дана касније дебитовао је за клуб против ФК Заглебја из Лубина. Дана 8. децембра 2018. године постигао је свој први гол за Корону Кјелце против Висле из Плоцка.
У јулу 2019. године Ковачевић је постављен за капитена екипе.

## Репрезентација
Ковачевић је био члан младе репрезентације Босне и Херцеговине под вођством селектора Владе Јагодића.
У августу 2019. добио је први пут позив за сениорски тим у квалификацијама за Европско првенство 2020. против Лихтенштајна и Јерменије, али је дебитовао мало касније, 12. октобра против Финске. Дана 15. новембра 2019, постигао је аутогол којим је Грчка у Атини победила БиХ резултатом 2:1, на тај начин репрезентација је изгубила шансе да се пласира на Европско првенство 2020. године путем квалификација.

## Статистика каријере

### Клуб
Ажурирано 30. новембра 2019.
| Клуб              | Сезона            | Лига                              | Лига | Лига | Куп | Куп | Европа | Европа | Укупно | Укупно |
| Клуб              | Сезона            | Првенство                         | Ута  | Гол  | Ута | Гол | Ута    | Гол    | Ута    | Гол    |
| ----------------- | ----------------- | --------------------------------- | ---- | ---- | --- | --- | ------ | ------ | ------ | ------ |
| Травник           | 2010/11           | Премијер лига Босне и Херцеговине | 3    | 1    | –   | –   | –      | –      | 3      | 1      |
| Травник           | 2011/12           | Премијер лига Босне и Херцеговине | 17   | 0    | 1   | 0   | –      | –      | 18     | 0      |
| Травник           | 2012/13           | Премијер лига Босне и Херцеговине | 26   | 1    | 1   | 0   | –      | –      | 27     | 1      |
| Травник           | Укупно            | Укупно                            | 46   | 2    | 2   | 0   | –      | –      | 48     | 2      |
| Сарајево          | 2013/14           | Премијер лига Босне и Херцеговине | 17   | 1    | 6   | 0   | –      | –      | 23     | 1      |
| Сарајево          | 2014/15           | Премијер лига Босне и Херцеговине | 12   | 0    | 3   | 0   | 5      | 0      | 20     | 0      |
| Сарајево          | 2015/16           | Премијер лига Босне и Херцеговине | 21   | 2    | 4   | 0   | 0      | 0      | 25     | 2      |
| Сарајево          | 2016/17           | Премијер лига Босне и Херцеговине | 9    | 0    | 4   | 1   | –      | –      | 13     | 1      |
| Сарајево          | Укупно            | Укупно                            | 59   | 3    | 17  | 1   | 5      | 0      | 81     | 4      |
| Корона Кјелце     | 2017/18           | Прва лига Пољске                  | 29   | 0    | 6   | 0   | –      | –      | 35     | 0      |
| Корона Кјелце     | 2018/19           | Прва лига Пољске                  | 31   | 2    | 0   | 0   | –      | –      | 31     | 2      |
| Корона Кјелце     | 2019/20           | Прва лига Пољске                  | 17   | 3    | 0   | 0   | –      | –      | 17     | 3      |
| Корона Кјелце     | Укупно            | Укупно                            | 77   | 5    | 6   | 0   | –      | –      | 83     | 5      |
| Укупно у каријери | Укупно у каријери | Укупно у каријери                 | 182  | 10   | 25  | 1   | 5      | 0      | 212    | 11     |

### Репрезентација
Ажурирано 15. новембра 2019.
| Тим                 | Година | Ута | Гол |
| ------------------- | ------ | --- | --- |
| Босна и Херцеговина |        |     |     |
| 2019                | 3      | 0   |     |
| Укупно              | Укупно | 3   | 0   |